# Клинтон (округ, Иллинойс)
Кли́нтон (англ. Clinton County) — округ в штате Иллинойс, США. Официально образован в 1824 году. По состоянию на 2010 год, численность населения составляла 37 762 человека.

## География
По данным Бюро переписи США, общая площадь округа равняется 1 302,771 км2, из которых 1 227,661 км2 — суша, и 29,000 км2, или 5,800 % — это водоёмы.

## Население
По данным переписи населения 2000 года в округе проживает 35 535 жителей в составе 12 754 домашних хозяйств и 9221 семей. Плотность населения составляет 29,00 человек на км2. На территории округа насчитывается 13 805 жилых строений, при плотности застройки около 11,00-ти строений на км2. Расовый состав населения: белые — 94,19 %, афроамериканцы — 3,91 %, коренные американцы (индейцы) — 0,33 %, азиаты — 0,16 %, гавайцы — 0,03 %, представители других рас — 0,84 %, представители двух или более рас — 0,54 %. Испаноязычные составляли 1,60 % населения независимо от расы.
В составе 35,10 % из общего числа домашних хозяйств проживают дети в возрасте до 18 лет, 60,10 % домашних хозяйств представляют собой супружеские пары, проживающие вместе, 8,40 % домашних хозяйств представляют собой одиноких женщин без супруга, 27,70 % домашних хозяйств не имеют отношения к семьям, 24,20 % домашних хозяйств состоят из одного человека, 11,90 % домашних хозяйств состоят из престарелых (65 лет и старше), проживающих в одиночестве. Средний размер домашнего хозяйства составляет 2,60 человека, и средний размер семьи — 3,10 человека.
Возрастной состав округа: 24,90 % — моложе 18 лет, 9,30 % — от 18 до 24, 30,20 % — от 25 до 44, 21,30 % — от 45 до 64, и 21,30 % от 65 и старше. Средний возраст жителя округа — 37 лет. На каждые 100 женщин приходится 106,60 мужчин. На каждые 100 женщин старше 18 лет приходится 106,80 мужчин.
Средний доход на домохозяйство в округе составлял 44 618 USD, на семью — 52 580 USD. Среднестатистический заработок мужчины был 36 035 USD против 23 506 USD для женщины. Доход на душу населения составлял 19 109 USD. Около 4,60 % семей и 6,40 % общего населения находились ниже черты бедности, в том числе — 7,80 % молодежи (тех, кому ещё не исполнилось 18 лет) и 6,00 % тех, кому было уже больше 65 лет.